# Ostrá hora
Ostrá hora je přírodní památka ve správě národního parku Slovenský ráj.
Nachází se v katastrálním území obce Spišské Podhradie v okrese Levoča v Prešovském kraji a obce Žehra v okrese Spišská Nová Ves v Košickém kraji. Území bylo vyhlášeno či novelizováno v roce 1990 na rozloze 29,3240 ha. Ochranné pásmo nebylo stanoveno.
Státní ochrana přírody Slovenské republiky definuje předmět ochrany této přírodní památky takto:  PP je vyhlášena na ochranu pleistocénní travertinové kopy v severových. části Hornádské kotliny. Ochrana je potřebná pro zachování celého komplexu travertinů v okolí Spiš. Podhradie. Paleontologické naleziště, výskyt vzácné xerotermní vegetace.
PP Ostrá hora má překryv s Evropsky významnou lokalitou Spišskopodhradské travertíny.